# Работнически вестник (солунски вестник)
 Тази статия е за солунския вестник.  За софийския вижте Работнически вестник.  
„Работнически вестник“ с подзаглавие Орган на Социалистическата федерация в Солун (на ладино: Journal del Labourador, на османски турски: عمل غزتسي, на турски: Amele Gazetesi, на гръцки: Εφημερίς του Εργάτου) е социалистически вестник излизал от август 1909 година в Солун, тогава в Османската империя.
| Годишнина | Броеве | Дата                              |
| --------- | ------ | --------------------------------- |
| I         | 1 – 9  | 14 август 1909 – 15 октомври 1909 |

Броеве 1 – 8 не са запазени. Поддържа рубриките „Синдикална борба“, „Работнически нещастия“, „Дописки“, „Стачки“, „Из чужбина“ и „Хроники“.
Инициатор на издаването на вестника е Васил Главинов, който отваря в града своята Интернационална книжарница. През 1909 година в Солун се създава Работнически клуб, в който членуват 100 души. От август клубът започва да издава вестника като свой печатен орган. Редакционният комитет е в състав Д. Лалов, Никола Русев, Д. Тошев. Излизат общо 9 броя. Според съществуващите и планираните национални секции на федерацията са печатани на четири езика - по две страници на български (Ангел Томов), турски (Расим Хашмет Акал), гръцки (И. Гасис) и латински (Исак Леви и Аврам Бенароя). Турската и гръцката секция не са формирани и от брой 5 се печатат само на български и еврейски.
Вестникът иска реформи  залегнали в програмата на Работническия клуб. Поставя си за задача да защитава работниците, да ги просвещава и да развива класовото им съзнание. Работи за организиране на работниците, без оглед на националните различия, в професионални синдикати, обединени във Федерация. Води полемика и с тесните и с широките социалисти в България.
По-късно, заради проблеми с цензурата, вестникът е преименуван на „Солидаридад Оврадера“.